# Бюхнер, Александр
Александр Карл Людвиг Бюхнер (нем. Alexander Karl Ludwig Büchner; 25 октября 1827, Дармштадт — 7 марта 1904, Ганновер) — немецкий и французский писатель. Педагог, профессор. Историк литературы.

## Биография
Родился в Дармштадте в семье врача. Младший брат писателей Георга и Луизы, поэта и драматурга Георга и философа Людвига Бюхнеров.
Почти все братья и сестры Бюхнера отеличались незаурядными способностями и талантами. Его племянником был Эрнст Бюхнер (1850—1924), химик-изобретатель.
Изучал право в Гисенском университете. Вместе со своим братом Людвигом участвовал в революционных событиях 1848 года. Редактировал газету «Jüngste Tag».
Позже, разыскивался полицией, был арестован и допрошен, но позже — отпущен.
После окончания учёбы работал асессором в г. Ланген (Гессен). В 1851 году побывал на Всемирной выставке в Лондоне, где встретился с немецкими революционерами- эмигрантами, участвовал в заговоре по созданию в Германии нескольких республик и объединению их, по примеру США, в объединённое немецкое государство. Заговор был предан доносчиком.
С 1852 года работал преподавателем на факультете философии в Цюрихе. С 1855 года жил во Франции, преподавал современные языкови в католическом колледже Нотр-Дам в Валансьене. Позже — профессор литературы в Кан (Нормандия).
В 1870 году принял французское гражданство.

## Избранная библиография
На немецком языке
- Geschichte der englischen Poesie (История английской поэзии, в 2-х томах. Дармштадт, 1855)
- Französische Litteraturbilder (Французская литература, в 2-х томах. Франкфурт-на-Майне, 1858)
- Lautverschiebung und Lautverwechselung, (1863)
- Jean Paul in Frankreich. (Штутгарт, 1863)
- Der Wunderknabe von Bristol. (Лейпциг, 1861)
- Lord Byrons letzte Liebe. (в 2-х томах. Лейпциг, 1862)
- Das «tolle» Jahr. (1900)

На французском языке
- La jeune Allemagne et l’école romantique. (1863)
- Le roman réaliste en Allemagne. (Реалистический роман в Германии, 1864)
- Les comédies de Shakespeare. (Комедии Шекспира. Кан, 1864)
- Considérations sur le roman moderne. (1868)
- Hamlet le Danois. (Париж, 1878)